# Thaumatomyrmex mutilatus
Thaumatomyrmex mutilatus is een mierensoort uit de onderfamilie van de Ponerinae. De wetenschappelijke naam van de soort is voor het eerst geldig gepubliceerd in 1887 door Gustav Mayr. De soort werd verzameld in Santa Catarina (Brazilië).